# Fay-de-Bretagne
Pour les articles homonymes, voir Fay et Bretagne (homonymie).
Fay-de-Bretagne est une commune de l'Ouest de la France, située dans le département de la Loire-Atlantique, en région Pays de la Loire. Elle fait aussi partie de la Bretagne historique, située en pays Nantais, un des pays traditionnels de Bretagne.

## Géographie

Situation de la commune de Fay-de-Bretagne dans le département de la Loire-Atlantique.

Fay-de-Bretagne est située à 25 km au nord-ouest de Nantes et 7 km au sud de Blain.
| Bouvron  | Blain                 |                       |
| Savenay  | Fay-de-Bretagne       | Notre-Dame-des-Landes |
| Malville | Le Temple-de-Bretagne | Vigneux-de-Bretagne   |

### Climat
Pour des articles plus généraux, voir Climat des Pays de la Loire et Climat de la Loire-Atlantique.
En 2010, le climat de la commune est de type climat océanique franc, selon une étude du CNRS s'appuyant sur une série de données couvrant la période 1971-2000. En 2020, Météo-France publie une typologie des climats de la France métropolitaine dans laquelle la commune est exposée à un climat océanique et est dans la région climatique  Bretagne orientale et méridionale, Pays nantais, Vendée, caractérisée par une faible pluviométrie en été et une bonne insolation. 
Pour la période 1971-2000, la température annuelle moyenne est de 11,9 °C, avec une amplitude thermique annuelle de 13,2 °C. Le cumul annuel moyen de précipitations est de 814 mm, avec 12,4 jours de précipitations en janvier et 6,4 jours en juillet. Pour la période 1991-2020, la température moyenne annuelle observée sur la station météorologique de Météo-France la plus proche, sur la commune de Blain à 7 km à vol d'oiseau, est de 12,1 °C et le cumul annuel moyen de précipitations est de 837,6 mm,. Pour l'avenir, les paramètres climatiques de la commune estimés pour 2050 selon différents scénarios d'émission de gaz à effet de serre sont consultables sur un site dédié publié par Météo-France en novembre 2022.

### Paysages

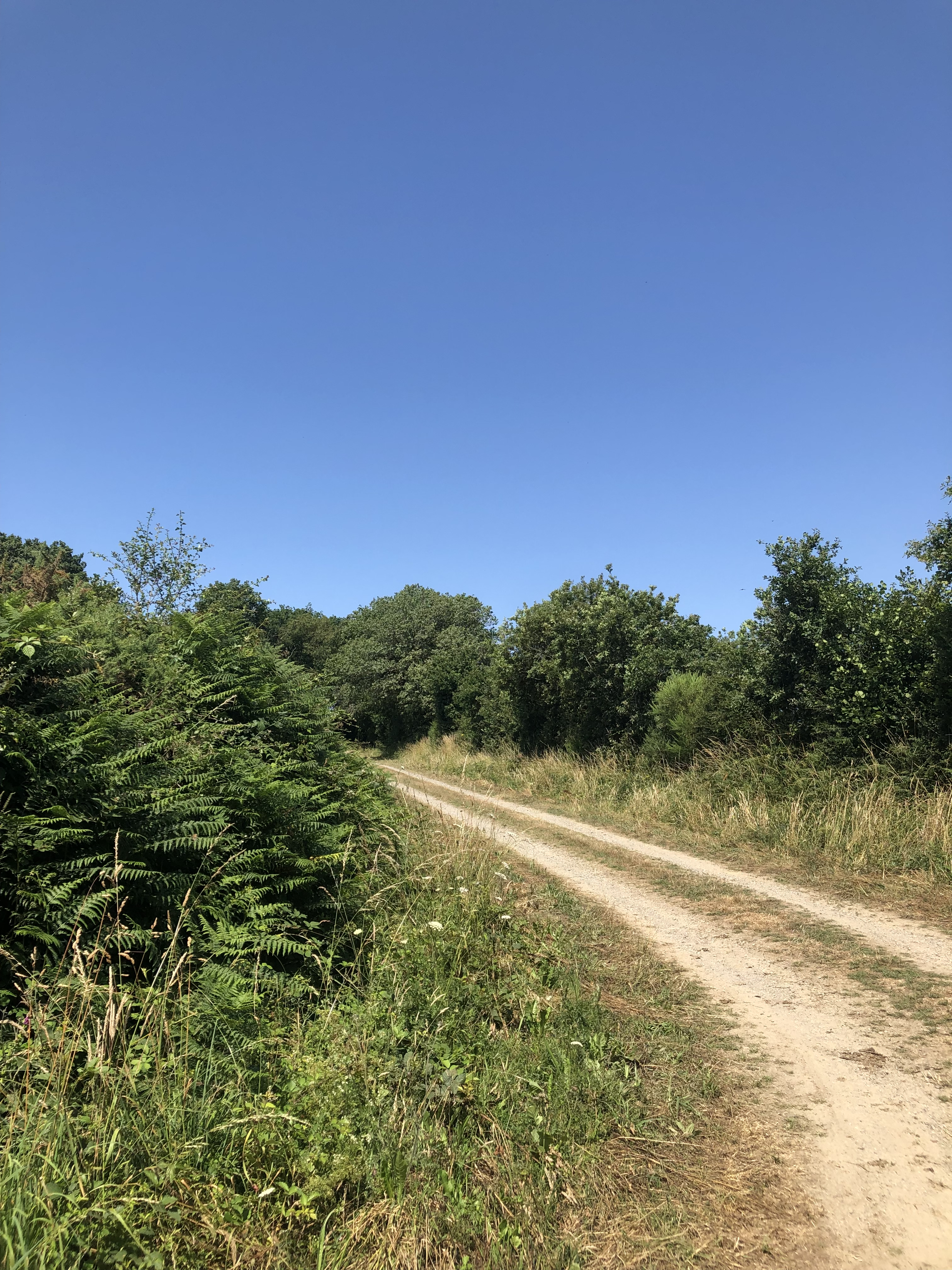
Un chemin de campagne à Fay-de-Bretagne, au mois de juin.

Fay-de-Bretagne est une commune rurale mais qui comporte des paysages de campagne sublimes. Les Fayens ont la chance de pouvoir sillonner les chemins de la commune.
L’activité agricole est très présente et contribue à la beauté des paysages. L’agriculture, à Fay-de-Bretagne, est essentiellement basée sur l’élevage laitier et la culture de céréales, notamment le blé, l’orge, l’avoine… On y cultive également du maïs et du colza.
Nombreux sont les bois, les ruisseaux…

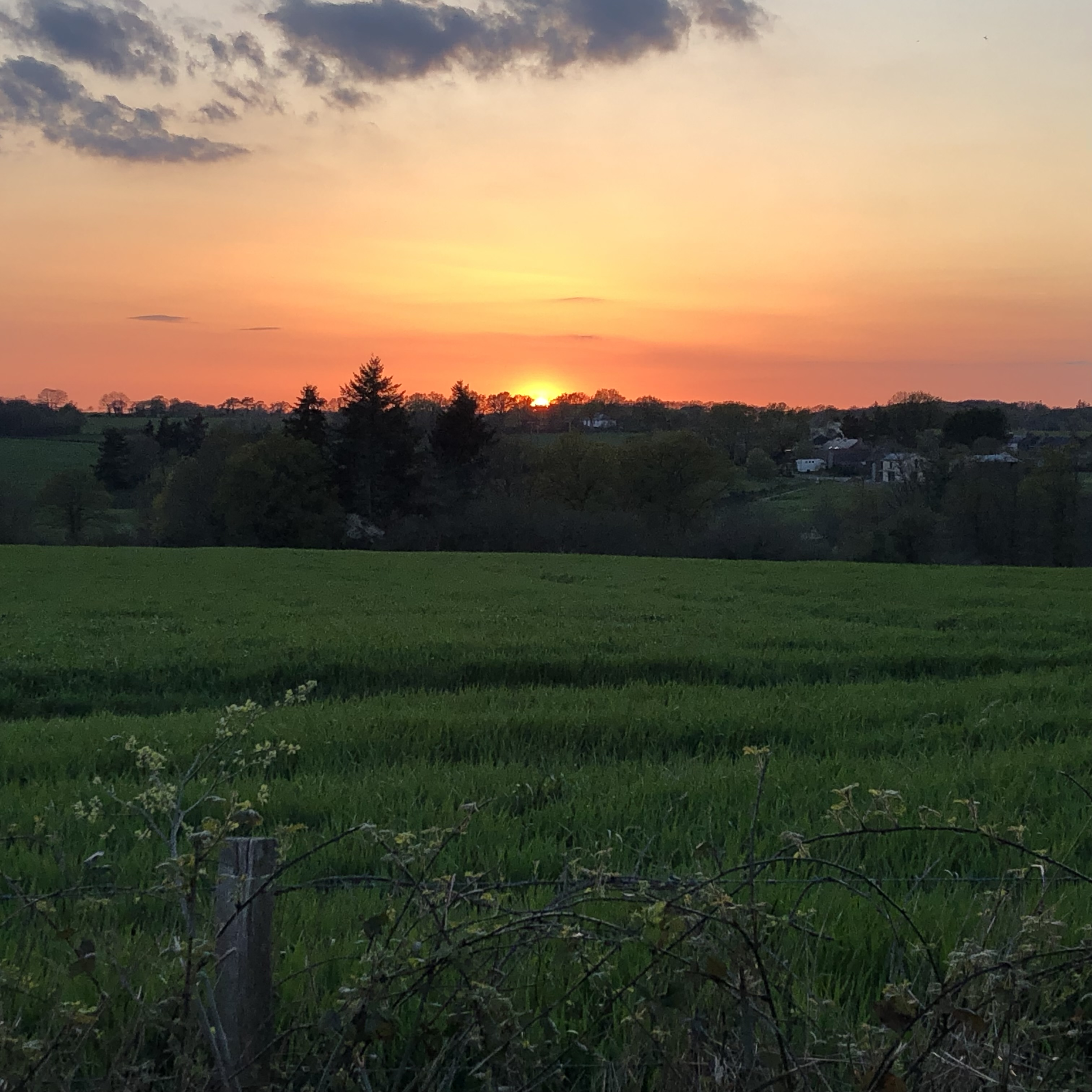
Fay-de-Bretagne. Paysage au coucher du soleil.

## Urbanisme

### Typologie
Au 1er janvier 2024, Fay-de-Bretagne est catégorisée bourg rural, selon la nouvelle grille communale de densité à sept niveaux définie par l'Insee en 2022.
Elle est située hors unité urbaine. Par ailleurs la commune fait partie de l'aire d'attraction de Nantes, dont elle est une commune de la couronne,. Cette aire, qui regroupe 116 communes, est catégorisée dans les aires de 700 000 habitants ou plus (hors Paris),.

### Principaux hameaux
La Boussaudais - La Meignelais - Mérimont - Maison Rouge - La Gergauderie (entrée de bourg) - La Gare

### Occupation des sols
L'occupation des sols de la commune, telle qu'elle ressort de la base de données européenne d’occupation biophysique des sols Corine Land Cover (CLC), est marquée par l'importance des territoires agricoles (93,4 % en 2018), en diminution par rapport à 1990 (95,9 %). La répartition détaillée en 2018 est la suivante : 
zones agricoles hétérogènes (47,4 %), terres arables (26,9 %), prairies (18,8 %), forêts (3,7 %), zones urbanisées (2,1 %), espaces verts artificialisés, non agricoles (0,8 %), cultures permanentes (0,4 %). L'évolution de l’occupation des sols de la commune et de ses infrastructures peut être observée sur les différentes représentations cartographiques du territoire : la carte de Cassini (XVIIIe siècle), la carte d'état-major (1820-1866) et les cartes ou photos aériennes de l'IGN pour la période actuelle (1950 à aujourd'hui).

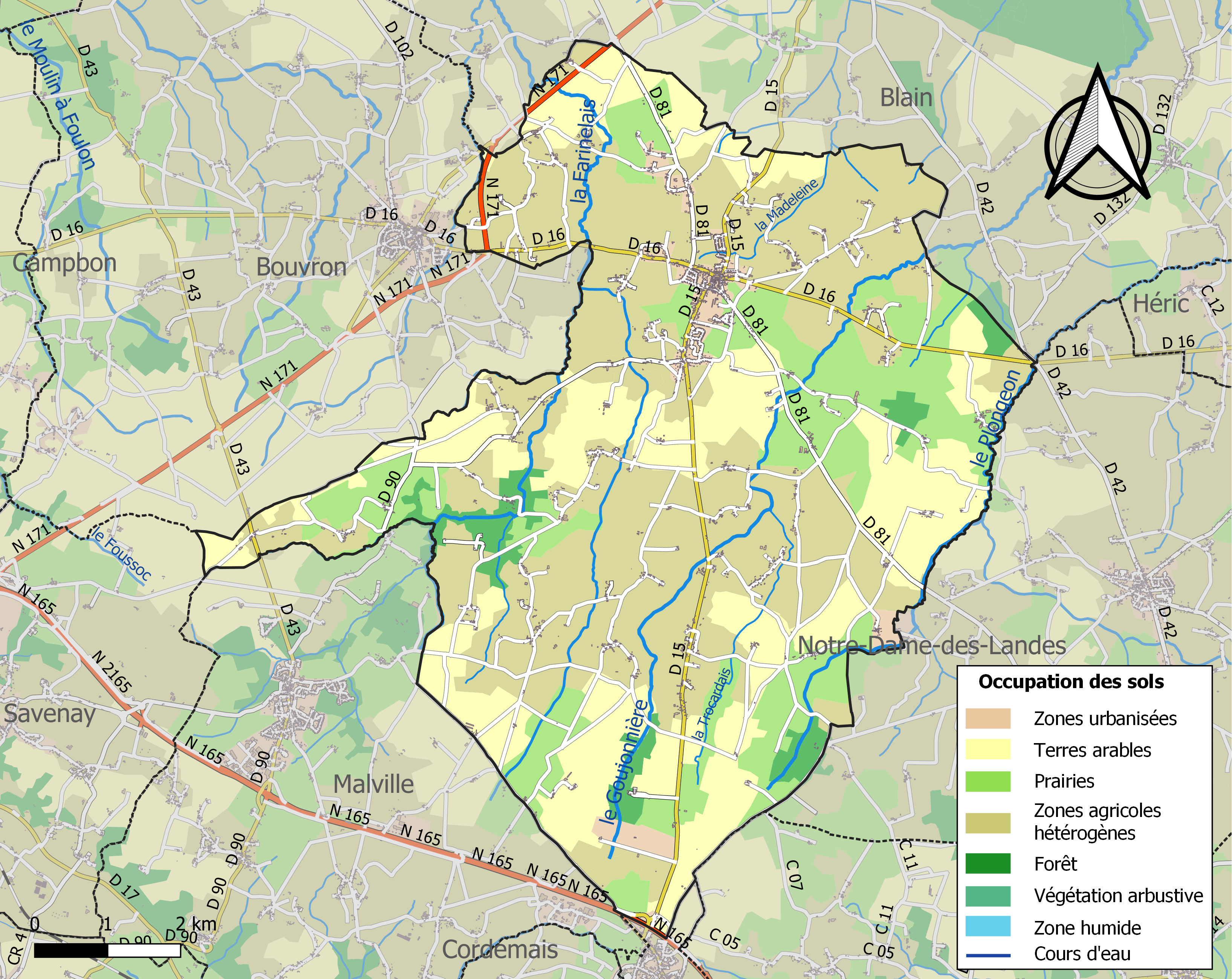
Carte des infrastructures et de l'occupation des sols de la commune en 2018 (CLC).

## Toponymie
Le nom de la localité est attesté sous les formes Fay en 1287, Fail et Fait en 1305.
Fay est issu du bas latin fagetu qui signifie « hêtraie ». Fay prend le nom de Fay-de-Bretagne par décret du 25 août 1887, par ajout du déterminant de-Bretagne destiné à éviter la confusion avec les très nombreux Fay de France.
Fay-de-Bretagne possède un nom en gallo, la langue d'oïl locale, écrit Fai selon l'écriture ABCD, ou Faï selon l'écriture MOGA. En gallo, le nom de la commune se prononce le plus souvent [faɪ], mais [fe] et [fɛ] ont aussi été relevés.
Le nom breton de la commune est Faouell sur faou « hêtre », suivi d'un suffixe différent, fondé sur le forme alternative Fail (comprendre Fayel, élément de toponyme de nombreuses communes). Les deux toponymes (français et breton) sont d'ailleurs visibles sur les panneaux d'entrée du bourg.

## Histoire
Ancien fief du duché de Bretagne, qui dépendait de la seigneurie de Blain, et qui était cédé aux nobles vassaux. Un manoir et de nombreux moulins résistent encore.

## Transports
En 1965, Fay-de-Bretagne participait aussi au lancement du projet de nouvel aéroport de Notre-Dame-des-Landes. En 1974, une ZAD (zone d’aménagement différé) a vu le jour pour une étude urbanistique approfondie. En 2010, cet aéroport était programmé pour 2017. Mais au deuxième semestre 2012, la ZAD (zone d’aménagement différé) de Notre-Dame-des-Landes devient ZAD (zone à défendre) où les zadistes (agriculteurs, altermondialistes, anti-capitalistes et écologistes) ont depuis empêché la construction du futur aéroport (gâchis environnemental et financier). Le 17 janvier 2018, le projet d’aéroport de Notre-Dame-des-Landes est officiellement abandonné.
La ligne de bus 371 du réseau Aléop dessert la commune.
Les cars scolaires emmènent les élèves aux écoles de Fay-de-Bretagne, au collège public de Héric, aux collèges et aux lycées de Blain ainsi qu’au Lycée Saint-François-d’Assise de Savenay, dont les locaux ont été inaugurés en 2022. Les communautés de communes chargées de ces cars sont :
- La Communauté de Communes d’Erdre et Gesvres
- La Communauté de Communes Estuaire et Sillon
- Pays de Blain Communauté

### Liste des maires

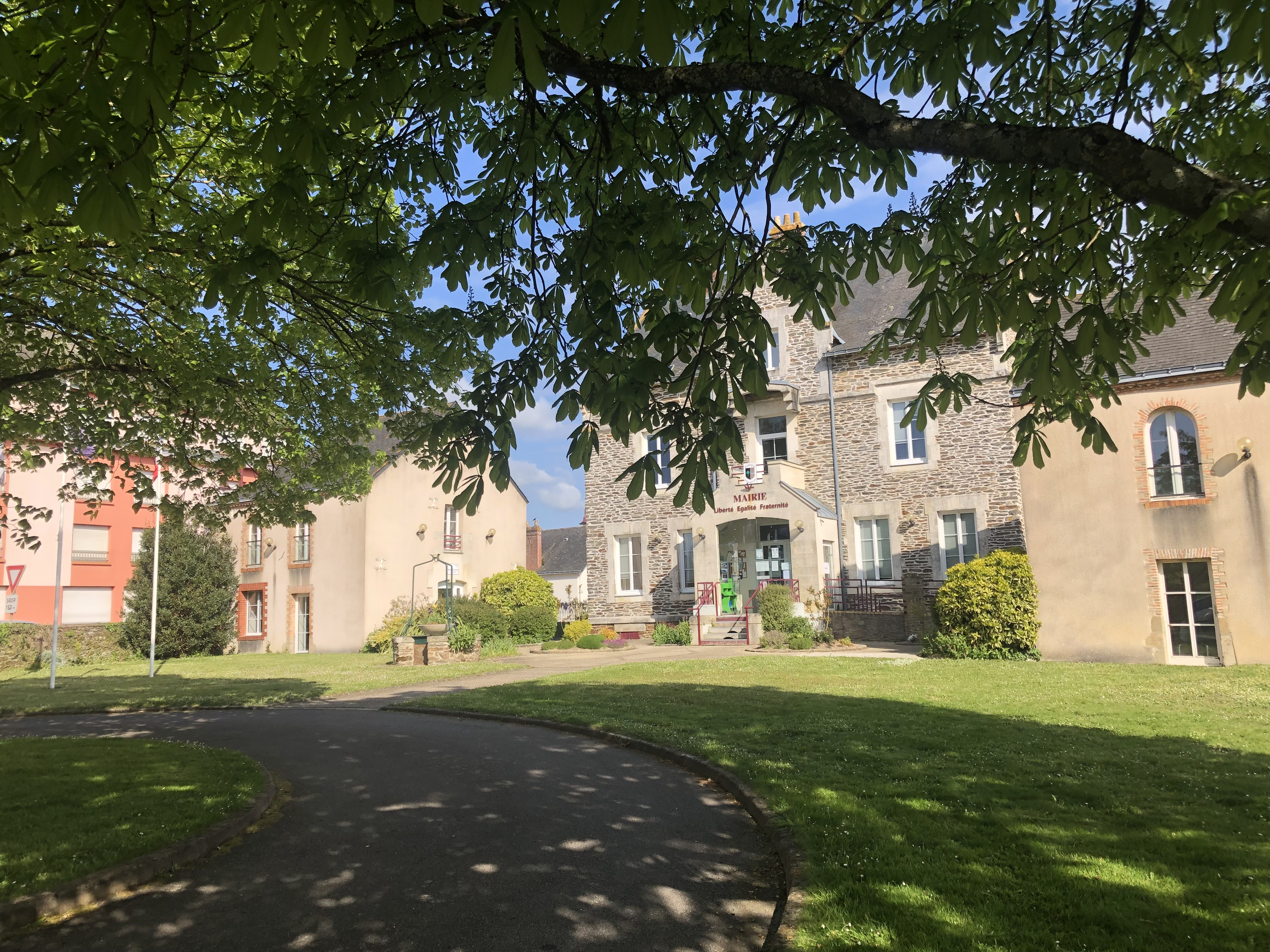
Mairie de Fay-de-Bretagne

## Politique et administration

### Budget
| Évolution de l'endettement (en milliers d’€) |

| Taxe d'habitation    | 18,41 % | 18,41 % | 18,41 % | 18,41 % | 18,41 % | 18,41 % | 18,69 % |
| Foncier bâti         | 15,05 % | 15,05 % | 15,05 % | 15,05 % | 15,05 % | 15,05 % | 15,28 % |
| Foncier non bâti     | 34,18 % | 34,18 % | 34,18 % | 34,18 % | 34,18 % | 34,18 % | 34,69 % |
| Taxe professionnelle | 0,00 %  | 0,00 %  | 0,00 %  | 0,00 %  | 0,00 %  | 0,00 %  | 0,00 %  |
|                      | 2009    | 2010    | 2011    | 2012    | 2013    | 2014    | 2015    |

## Population et société

### Démographie
Selon le classement établi par l'Insee, Fay-de-Bretagne fait partie de l'aire urbaine et de la zone d'emploi de Nantes et du bassin de vie de Blain. Elle n'est intégrée dans aucune unité urbaine. Toujours selon l'Insee, en 2010, la répartition de la population sur le territoire de la commune était considérée comme « peu dense » : 88 % des habitants résidaient dans des zones « peu denses » et 12 % dans des zones « très peu denses ».

#### Évolution démographique
En 1871, la commune cède une partie de son territoire, conjointement avec Héric, pour permettre la création de Notre-Dame-des-Landes.
L'évolution du nombre d'habitants est connue à travers les recensements de la population effectués dans la commune depuis 1793. Pour les communes de moins de 10 000 habitants, une enquête de recensement portant sur toute la population est réalisée tous les cinq ans, les populations de référence des années intermédiaires étant quant à elles estimées par interpolation ou extrapolation. Pour la commune, le premier recensement exhaustif entrant dans le cadre du nouveau dispositif a été réalisé en 2005.

En 2022, la commune comptait 3 852 habitants, en évolution de +6,97 % par rapport à 2016 (Loire-Atlantique : +6,68 %, France hors Mayotte : +2,11 %).
| 1793  | 1800  | 1806  | 1821  | 1831  | 1836  | 1841  | 1846  | 1851  |
| ----- | ----- | ----- | ----- | ----- | ----- | ----- | ----- | ----- |
| 3 100 | 2 714 | 2 757 | 3 203 | 3 483 | 3 611 | 3 712 | 4 060 | 4 312 |

| 1856  | 1861  | 1866  | 1872  | 1876  | 1881  | 1886  | 1891  | 1896  |
| ----- | ----- | ----- | ----- | ----- | ----- | ----- | ----- | ----- |
| 4 262 | 4 547 | 4 817 | 3 669 | 3 575 | 3 552 | 3 540 | 3 464 | 3 570 |

| 1901  | 1906  | 1911  | 1921  | 1926  | 1931  | 1936  | 1946  | 1954  |
| ----- | ----- | ----- | ----- | ----- | ----- | ----- | ----- | ----- |
| 3 521 | 3 409 | 3 255 | 2 928 | 2 786 | 2 722 | 2 581 | 2 249 | 2 267 |

| 1962  | 1968  | 1975  | 1982  | 1990  | 1999  | 2005  | 2006  | 2010  |
| ----- | ----- | ----- | ----- | ----- | ----- | ----- | ----- | ----- |
| 2 172 | 2 109 | 1 947 | 2 175 | 2 388 | 2 491 | 2 801 | 2 877 | 3 230 |

| 2015  | 2020  | 2022  | - | - | - | - | - | - |
| ----- | ----- | ----- | - | - | - | - | - | - |
| 3 568 | 3 705 | 3 852 | - | - | - | - | - | - |

#### Pyramide des âges
La population de la commune est relativement jeune.
En 2018, le taux de personnes d'un âge inférieur à 30 ans s'élève à 40,0 %, soit au-dessus de la moyenne départementale (37,3 %). À l'inverse, le taux de personnes d'âge supérieur à 60 ans est de 18,0 % la même année, alors qu'il est de 23,8 % au niveau départemental.
En 2018, la commune comptait 1 825 hommes pour 1 822 femmes, soit un taux de 50,04 % d'hommes, légèrement supérieur au taux départemental (48,58 %).
Les pyramides des âges de la commune et du département s'établissent comme suit.
| Hommes | Classe d’âge | Femmes |
| ------ | ------------ | ------ |
| 0,4    | 90 ou +      | 1,7    |
| 5,0    | 75-89 ans    | 5,5    |
| 10,9   | 60-74 ans    | 12,5   |
| 19,7   | 45-59 ans    | 17,5   |
| 23,6   | 30-44 ans    | 23,3   |
| 15,4   | 15-29 ans    | 14,4   |
| 25,0   | 0-14 ans     | 25,2   |

| Hommes | Classe d’âge | Femmes |
| ------ | ------------ | ------ |
| 0,6    | 90 ou +      | 1,8    |
| 6      | 75-89 ans    | 8,6    |
| 15,1   | 60-74 ans    | 16,4   |
| 19,4   | 45-59 ans    | 18,8   |
| 20,1   | 30-44 ans    | 19,3   |
| 19,2   | 15-29 ans    | 17,4   |
| 19,5   | 0-14 ans     | 17,6   |

## Patrimoine et culture locale

### Manifestations sportives
- Critérium de Fay-de-Bretagne, réservée aux coureurs professionnels qui s'est disputée en 1968 et 1969[26].

### Lieux et monuments

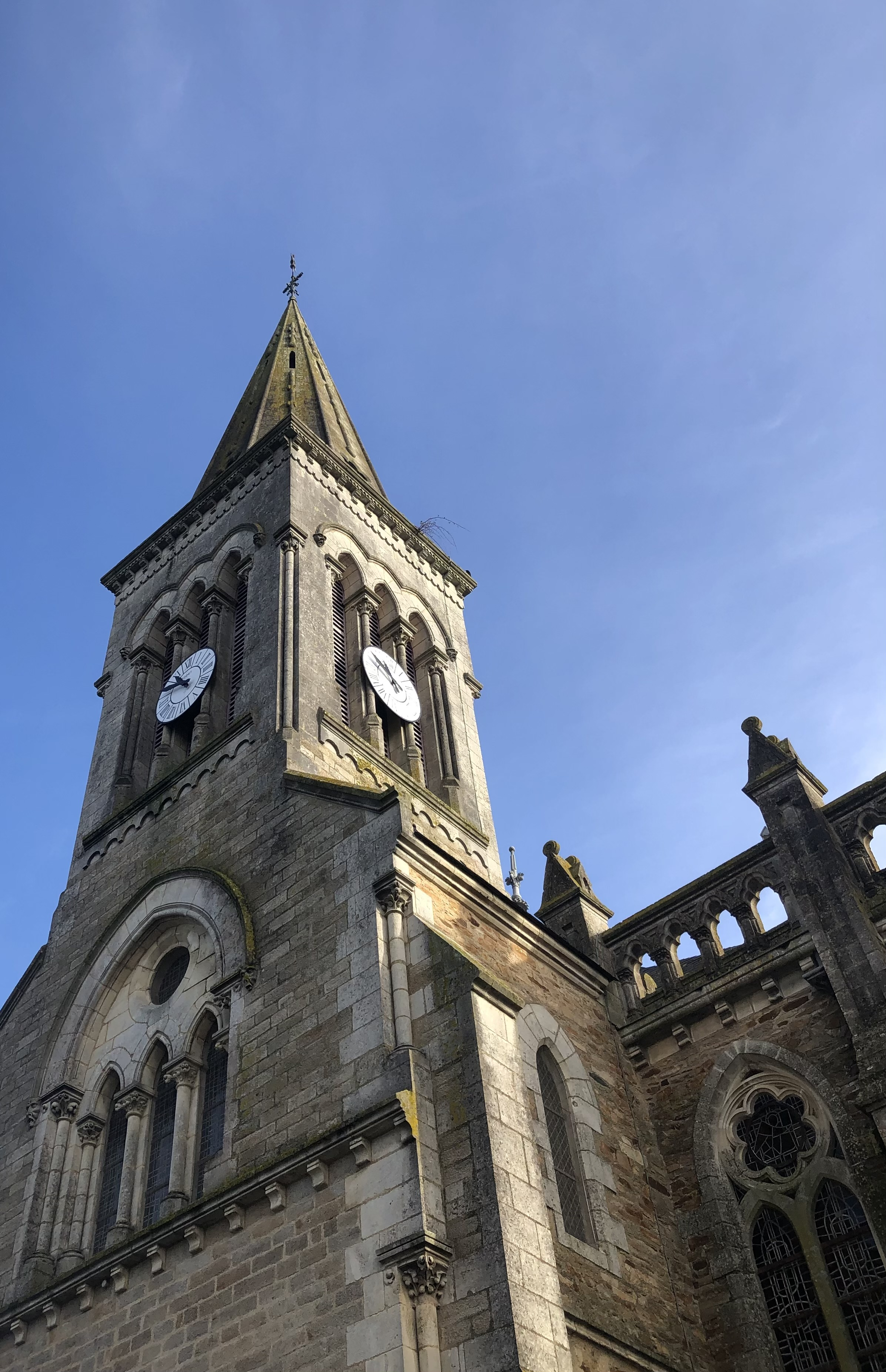
Le clocher de l’église (2023)

- Le clocher de l’église (2023)Église Saint-Martin, de style néogothique, construite, tout comme la majeure partie des églises de cette région, à la fin du XIXe siècle (voir église de Blain). Belles rosaces et jolis vitraux. La messe dominicale y est célébrée une fois par mois. D’autres messes (mariages, sépultures, baptêmes…) y sont célébrées.
- Pont Romain : pont datant du Moyen Âge, partiellement détruit, sa structure est encore visible dans la campagne fayenne.[où se situe ce pont, a-t-il une dénomination ?]
- Château de Launay-Bedeau (vestiges) : C'était un château situé dans le hameau de Launay.  C'était simplement une tour entourée de remparts. Lors des combats de la Poche de Saint-Nazaire, il se trouvait sur la ligne de front. Ses toitures furent endommagées et il fut rasé en dépit du patrimoine médiéval qu'il représentait. Les pierres furent utilisées pour construire une ferme, une porcherie et empierrer des chemins. Les seuls restes visibles à ce jour sont un seuil de porte, un tabernacle de chapelle et les majestueuses douves du château. Pierre Bedeau, conseiller et médecin du roi Henri iV, par son alliance à Marguerite Blanchard de Fay-de Bretagne, est à l'origine du complément Bedeau au nom du village, initialement appelé Launay.
- Stèle Loïc Merlant : stèle érigée en mémoire de ce résistant nantais, fusillé à Fay-de-Bretagne par les Allemands. Une cérémonie a lieu chaque année au mois de septembre sur le site de la stèle.
- Site de la Madeleine : parc arboré, il a été créé sur le bord de la départementale 16. Il comprend deux étangs gérés par la société de pêche « la Gaule blinoise », et un complexe culturel nommé « espace Madeleine », celui-ci est composé de deux salles ; une salle en gradin type théâtre de 238 places et une salle polyvalente de 300 places avec scène et cuisines. Le site est également équipé de sanitaires et tables de pique-nique.
- Croix du Grand Mérimont.
- Le circuit automobile de Loire-Atlantique est implanté sur le territoire de la commune.
- Le monument aux morts est situé dans le cimetière communal (lat. : 47.416196956277, long. : -1.789518892765). La liste des soldats décédés des deux guerres se trouve sur le relevé no 32792 du site MémorialWebGen.

### Héraldique
| Blason | Blasonnement : Parti : au premier, d'argent à un arbre arraché de sinople accompagné de sept mouchetures d'hermine de sable, trois en chef et quatre en pointe 2 et 2 ; au second, de gueules à un croissant de vair. Commentaires : Devise : Fac semper vir. (Bepred ober evel un den.) (Agir toujours en homme.) |

### Personnalités liées à la commune
- Jean Blanchard, premier président de la Chambre des comptes de Bretagne, maire de Nantes, né à Fay en 1575.
- Pierre-François Bouligand (1866-1930), homme politique.